# Нурсахатов, Мердан (футболист)
Мердан Нурсахатов (16 июля 1974) — советский и туркменский футболист, защитник и полузащитник, тренер. Выступал за сборную Туркменистана.

## Биография
Начал взрослую карьеру в 1991 году в составе «Мерва» (Мары), за сезон 17-летний футболист сыграл 11 матчей во второй низшей лиге СССР. О дальнейших выступлениях в независимом Туркменистане нет полных сведений[уточнить], известно, что в 1994 году игрок продолжал выступать за «Мерв». В сезоне 1998/99 в составе столичной «Нисы» стал победителем чемпионата Туркменистана, в 2000 году с этим же клубом завоевал бронзовую медаль. В 2002 году выступал за «Небитчи» (Балканабад). Затем вернулся в «Мерв», с которым в 2004 году стал бронзовым призёром чемпионата, а в 2005 году — обладателем Кубка Туркменистана.
Провёл не менее 4 матчей за национальную сборную Туркменистана в 1999—2000 годах.
В июне 2006 года перешёл на тренерскую работу, возглавив «Мерв», и тренировал этот клуб до 2008 года. По состоянию на 2019 год работал тренером ДЮСШ в Мары.